# Soline (Sali)
Soline ist eine Ortschaft auf der Insel Dugi Otok in  Kroatien.
Soline wurde das erste Mal im 12. Jahrhundert erwähnt, das macht sie zu einer der ältesten Siedlungen auf Dugi Otok.

## Lage und Einwohner
Die Ortschaft liegt in der Solišćica Luka Bucht und ist nach den für die Bucht typischen Salztonebenen benannt. Haupteinnahmequelle der 59 Einwohner ist die Landwirtschaft, dort besonders Wein- und Obstbau sowie Fischerei. In den letzten Jahren erlebte aber der Tourismus auf der gesamten Insel einen Aufschwung. Die erste Schule auf Dugi Otok wurde in Soline erbaut. Das Dorf ist über die Staatsstraße D 109 mit den restlichen Orten der Insel und dem Fährhafen in Bribinj verbunden. Eine ganzjährige Fährverbindungen zwischen dem benachbarten Božava und Zadar verbindet Soline mit dem Festland. Eine Buslinie verbindet die Dörfer auf der Insel Dugi mit dem Hauptfährhafen.
| Bevölkerungsentwicklung | Bevölkerungsentwicklung | Bevölkerungsentwicklung | Bevölkerungsentwicklung | Bevölkerungsentwicklung | Bevölkerungsentwicklung | Bevölkerungsentwicklung | Bevölkerungsentwicklung | Bevölkerungsentwicklung | Bevölkerungsentwicklung | Bevölkerungsentwicklung | Bevölkerungsentwicklung | Bevölkerungsentwicklung | Bevölkerungsentwicklung | Bevölkerungsentwicklung | Bevölkerungsentwicklung |
| ----------------------- | ----------------------- | ----------------------- | ----------------------- | ----------------------- | ----------------------- | ----------------------- | ----------------------- | ----------------------- | ----------------------- | ----------------------- | ----------------------- | ----------------------- | ----------------------- | ----------------------- | ----------------------- |
| 1857                    | 1880                    | 1890                    | 1900                    | 1910                    | 1921                    | 1931                    | 1948                    | 1953                    | 1961                    | 1971                    | 1981                    | 1991                    | 2001                    | 2011                    | 2021                    |
| 225                     | 249                     | 297                     | 304                     | 329                     | 329                     | 329                     | 384                     | 376                     | 347                     | 356                     | 145                     | 124                     | 66                      | 38                      | 59                      |

## Geschichte
Soline wurde 1114 das erste Mal erwähnt und ist somit die älteste Siedlung auf der Insel. Der Name stammt von den Salzbrennereien ab. Die erste Schule auf Dugi Otok wurde in Soline erbaut.

### Kirche zum Hl. Jakob
Die Kirche zum Heiligen Apostel Jakob wurde erstmals im 15. Jahrhundert erwähnt. Im Jahre 1517 wurde die Kirche restauriert und mit Steinplatten bedeckt. Im selben Jahr wurden auch Glagolitische Schriftzeichen in den Sturz des Portales geschlagen.
Die Inschrift wurde 1879 durch einen Blitzschlag zerstört. Die Pfarrkirche beherbergt auch einen wertvollen gotischen Kelch. In der Nähe der Kirchengemeinde befindet sich ein Friedhof.
An der Fassade der Pfarrkirche zum Hl. Jakob erhebt sich ein antiker weißer Turm. Im Jahre 1923 wurden zwei Glocken aufgezogen. Auf der größeren Glocke steht die Inschrift:

„Gospe od ružarija, Sv. fabijane i Sebastijane, molite se za nas! Nabavila župa solinska za župnikovanja don Srećka Pavić“

„Unsere Liebe Frau vom Rosenkranz, St. Fabians und Sebastians, bete für uns! Gestiftet von der Pfarrei Salina für den Pfarrer Don Srećka Pavić“

Die andere Glocke trägt die Inschrift:

„Soline – Sv. Jakov. Ljevaonica zvona Jakov Cukrov – Split – 1923. Od munje i groma oslobodi nas, Gospodine!“

„Soline – Sv. Jacob. Die Gießerei der Glocke Jakov Cukrov – Split – 1923. Herr! Befreie uns von Blitz und Donner.“

Jedes Jahr wird am 25. Juli dem Gedenktag des Heiligen Jakobus eine Messe abgehalten und danach ein großes Stadtfest gefeiert.

### Pfarrer
Liste der Pfarrer der Pfarrgemeinden Hl. Jakob seit 1900.

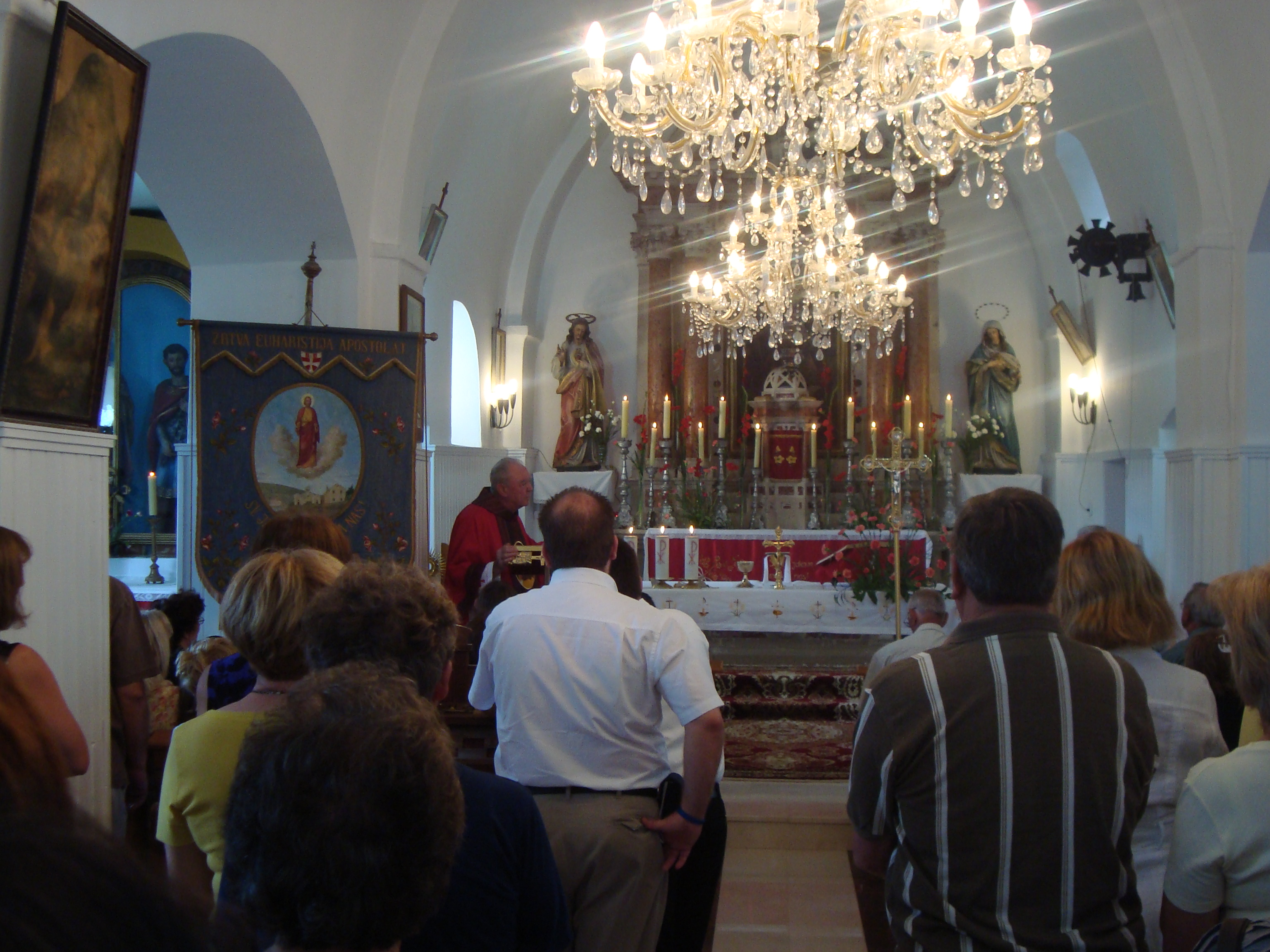
Patrozinium

| Name                     | Von  | Bis  |
| ------------------------ | ---- | ---- |
| Don Joso Mirković        | 1900 | 1916 |
| Don Ivan Silvestrić      | 1916 | 1925 |
| Don Vladislav Cvitanović | 1925 | 1934 |
| Don Srećko Pavić         | 1934 | 1936 |
| Don Josip Arnerić        | 1936 | 1938 |
| Don Ante Oštrić          | 1938 | 1950 |
| Don Šanto Bilan          | 1951 | 1954 |
| Don Srećko Petrov        | 1954 | 1961 |
| Don Ivo Pedišić          | 1961 | 1964 |
| Don Ivan Miočić          | 1964 | 1968 |
| Don Žarko Brzić          | 1968 | 1970 |
| Don Josip Marcelić       | 1970 | 1977 |
| Don Mladen Kačan         | 1977 | 1978 |
| Don Ante Erstić          | 1978 | 1981 |
| Don Anđelo Zorić         | 1981 | -    |

## Galerie

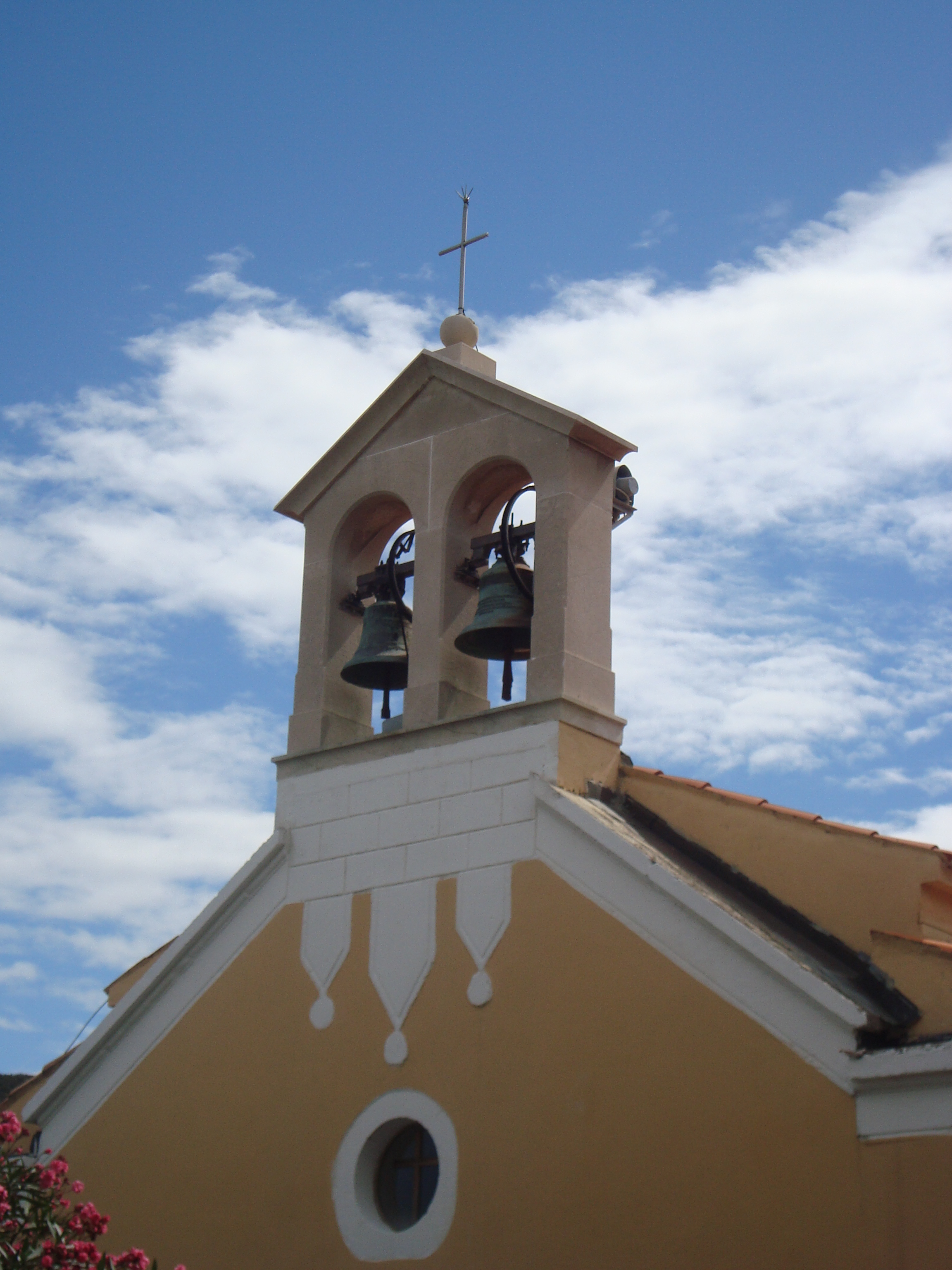
Kirche zum Hl. Jakob
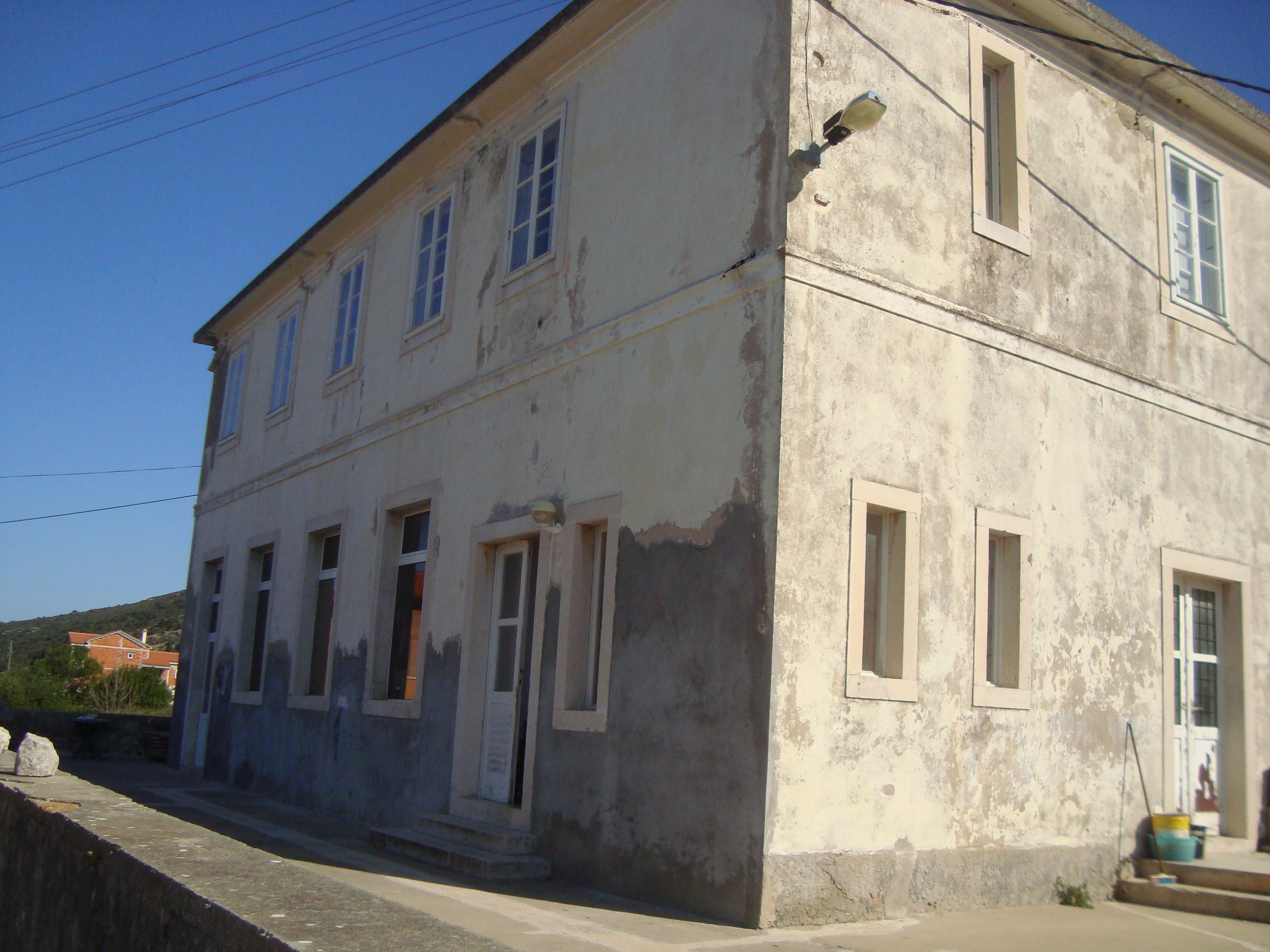
Schule von Soline
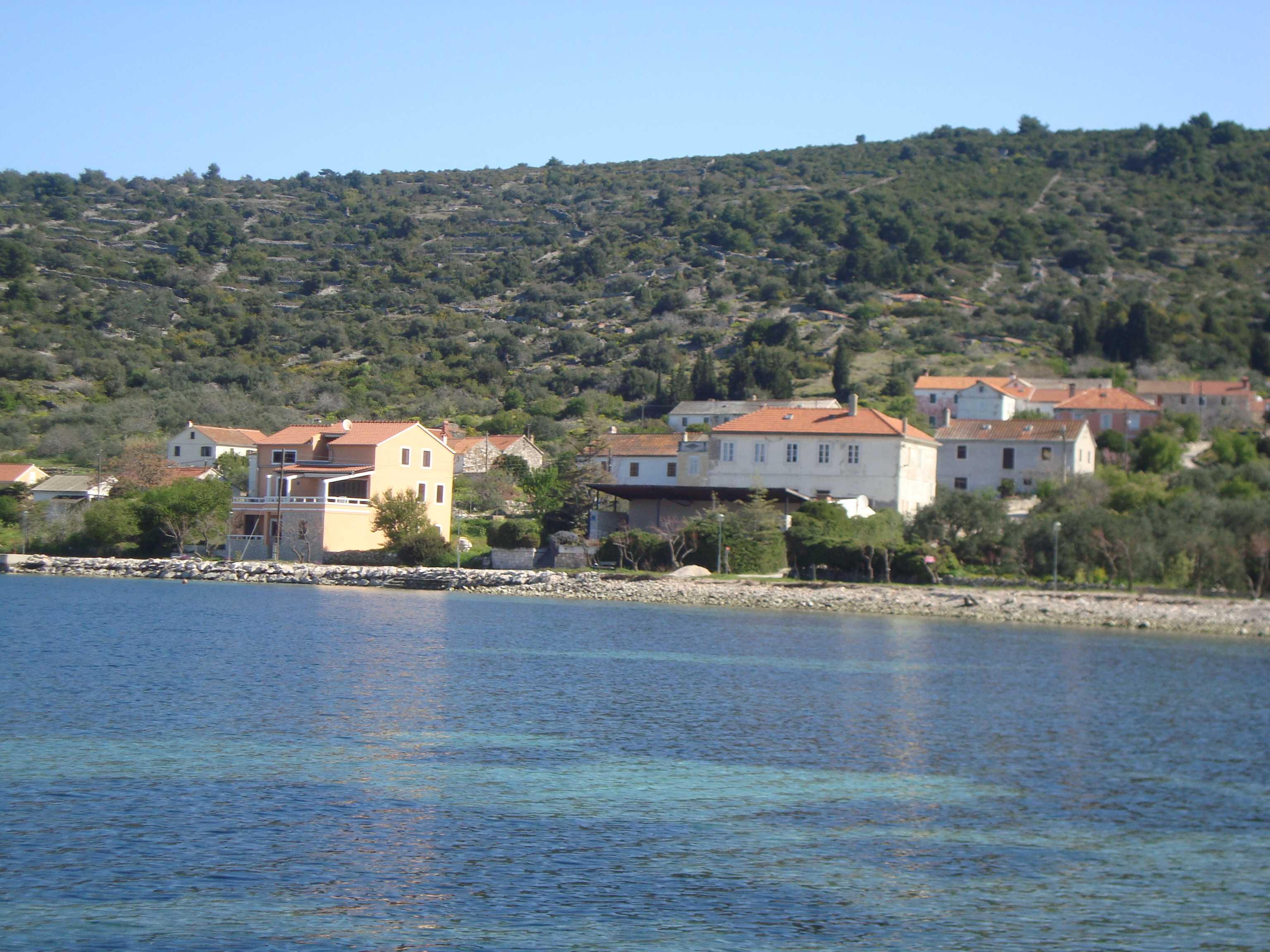
Soline
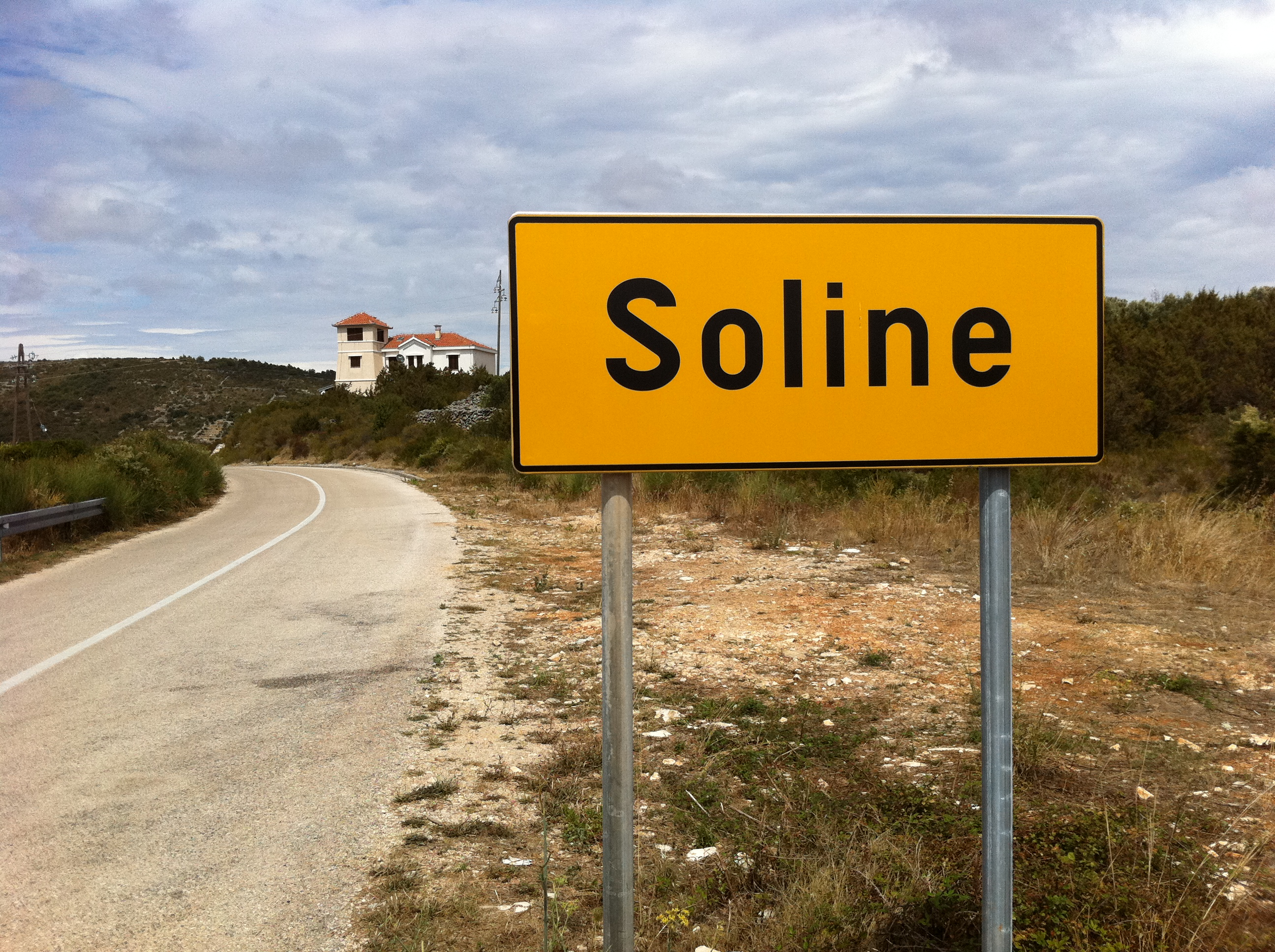
Ortseinfahrt von Soline
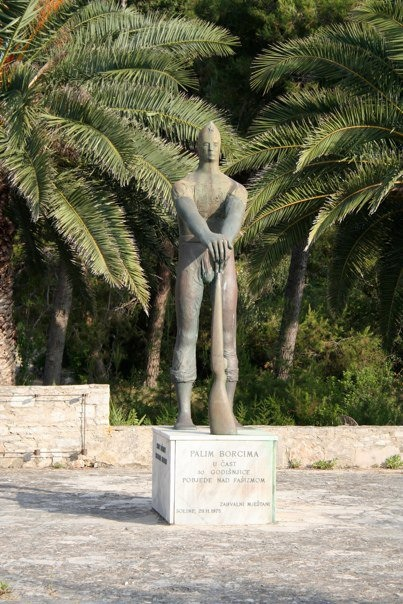
Partisanen Denkmal